# Акшики
А́кшики (рос. Акшики, чув. Акшик) — присілок у складі Маріїнсько-Посадського району Чувашії, Росія. Входить до складу Октябрського сільського поселення.
Населення — 137 осіб (2010; 204 у 2002).
Національний склад:
- чуваші — 99 %